# Dritte Schlacht von Panipat
Die Dritte Schlacht von Panipat wurde am 14. Januar 1761 zwischen den afghanischen Durrani unter Ahmad Schah Durrani, der rund 75.000 Mann kommandierte, und dem indischen Marathenreich unter Sadashivrao Bhau, der etwa 64.000 Mann befehligte, geschlagen. Das Schlachtfeld lag nahe der Stadt Panipat im heutigen indischen Bundesstaat Haryana. An diesem Ort hatten bereits 1526 die Erste Schlacht von Panipat und 1556 die Zweite Schlacht von Panipat stattgefunden.

## Verluste
Die Schlacht gilt, gemessen an den Verlusten eines einzigen Kampftages, als eine der blutigsten in der Geschichte Asiens. Zu den in der Schlacht gefallenen und auf der Flucht getöteten Kämpfern der Marathen kamen auf indischer Seite noch bis zu 30.000 weitere Opfer, darunter nach der Schlacht Gefangene, vor allem aber Nichtkombattanten, die das Marathenheer begleitet hatten. Die meisten wurden nach der Schlacht von den siegreichen Afghanen massakriert. Etwa 20.000 weitere Nichtkombattanten, darunter viele Frauen, wurden in die Sklaverei verkauft. Rechnet man sie in die indische Verlustliste mit ein, so erhöht sich die Zahl der durch die Schlacht in Mitleidenschaft gezogenen Personen auf etwa 100.000.

## Folgen
Die Afghanen zogen nach einer ausgiebigen Plünderung des Umlandes mit reicher Beute wieder heimwärts. Dem Marathenreich ging für etwa zehn Jahre die Kontrolle über Nordindien weitgehend verloren. Die schwere Niederlage der Marathen half der britischen East India Company indirekt den Weg zur vollständigen Kolonialisierung Indiens zu ebnen, da die Marathen militärisch geschwächt waren.